# Rio All Suite Hotel and Casino
Rio All Suite Hotel and Casino, znany również jako The Rio – hotel i kasyno w Paradise, w amerykańskim stanie Nevada. Stanowi własność korporacji Caesars Entertainment Corporation. The Rio był pierwszym hotelem złożonym wyłącznie z apartamentów na terenie obszaru metropolitalnego Las Vegas. Nazwa obiektu została zaczerpnięta od miasta Rio de Janeiro, zaś jego motywem przewodnim jest kultura Brazylii.
Wieże hotelowe pokryte są fioletowym i czerwonym szkłem. The Rio składa się z 2.522 apartamentów (o powierzchniach od 56 do 1.200 m²), kilku prywatnych willi, kasyna zajmującego 11.000 m², centrum zakładów sportowych, a także 15.000 m² przestrzeni konferencyjnej. W The Rio znajduje się również piwnica na wino, z ponad 50 tysiącami butelek tego trunku.

## Historia
The Rio został otwarty 15 stycznia 1990 roku jako obiekt skierowany przede wszystkim w stronę lokalnych mieszkańców Las Vegas i jego okolic. Jego pierwotnym właścicielem była korporacja Marnell Corrao Associates. Ceremonię oficjalnego otwarcia obiektu uświetniły występy brazylijskiego artysty Sérgio Mendesa oraz Henrietta Alvesa z Nowego Orleanu. W 1997 do użytku oddano nową wieżę hotelową Masquerade Tower, wybudowaną za kwotę ponad 200 milionów dolarów. 
W 1999 roku The Rio stał się własnością korporacji Harrah’s Entertainment, która nabyła go za 888 milionów dolarów.
W 2005 roku, w The Rio odbywała się World Series of Poker – był to zarazem pierwszy raz, kiedy turniej miał miejsce w obiekcie innym, niż Binion’s. Od tego czasu, The Rio stał się domowym obiektem World Series of Poker.
The Rio oferuje gościom darmową kartę stałego gracza, która upoważnia do zniżek w kilku restauracjach na terenie obiektu, a także do jednorazowego 5-dolarowego dodatku do gier hazardowych. 
Co roku w The Rio organizowane są SKUSA SuperNationals, międzynarodowe wyścigi gokartów, z udziałem wielu zaproszonych gości specjalnych; w 2009 roku był to na przykład Michael Schumacher. Tor wyścigowy tworzony jest na hotelowych parkingach.

## Masquerade Village
W obiekcie znajduje się specjalna sekcja – Masquerade Village, w której wystawiane jest darmowe show Show in the Sky. Wzorowane jest ono na słynnym karnawale brazylijskim, zawierając oryginalne stroje i tańce. „Akcja” show rozgrywa się zarówno na stałej scenie, jak i poruszających się przy suficie platformach z tancerzami.
Z kolei na terenie kasyna w Masquerade Village, co 30-60 minut, specjalny, krótki taniec wykonują kelnerki.

## Galeria

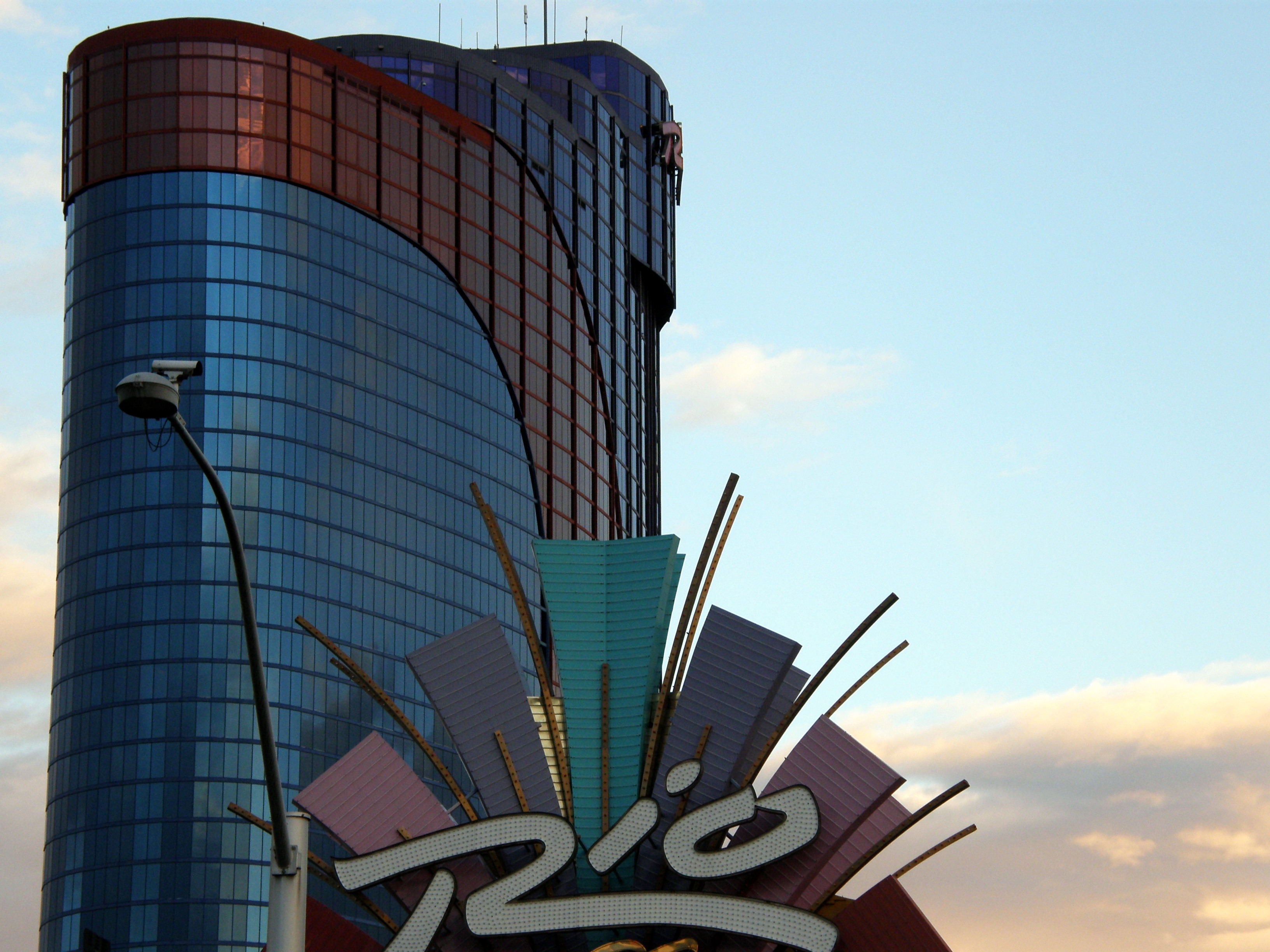
The Rio
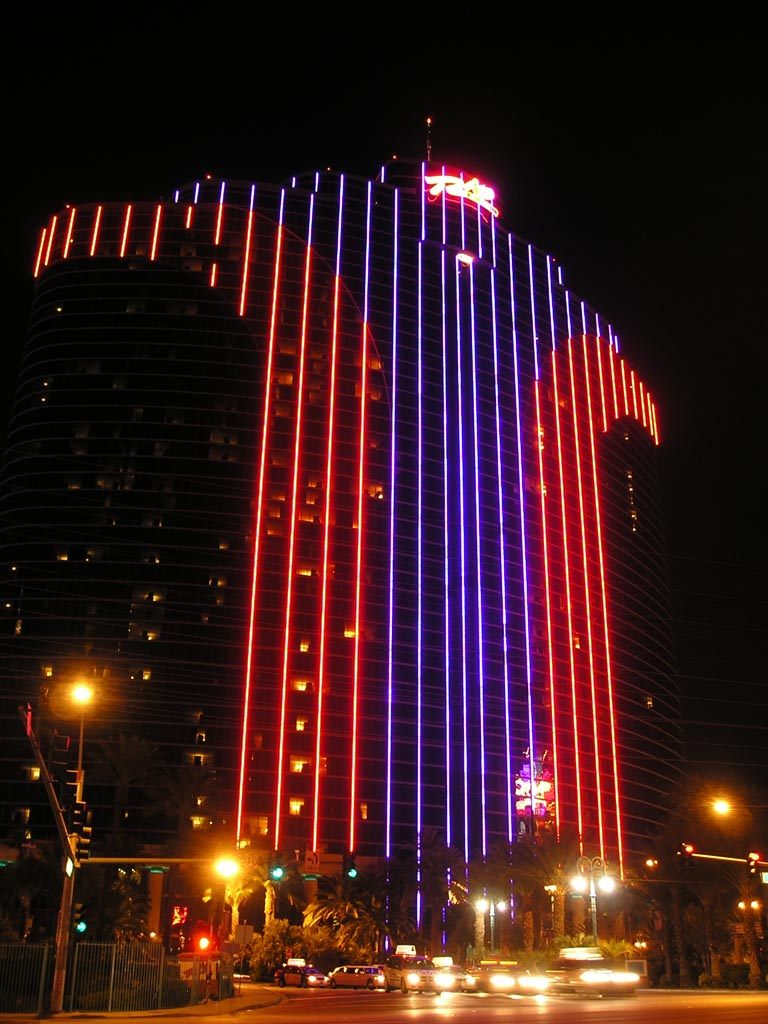
Masquerade Tower, część The Rio, nocą
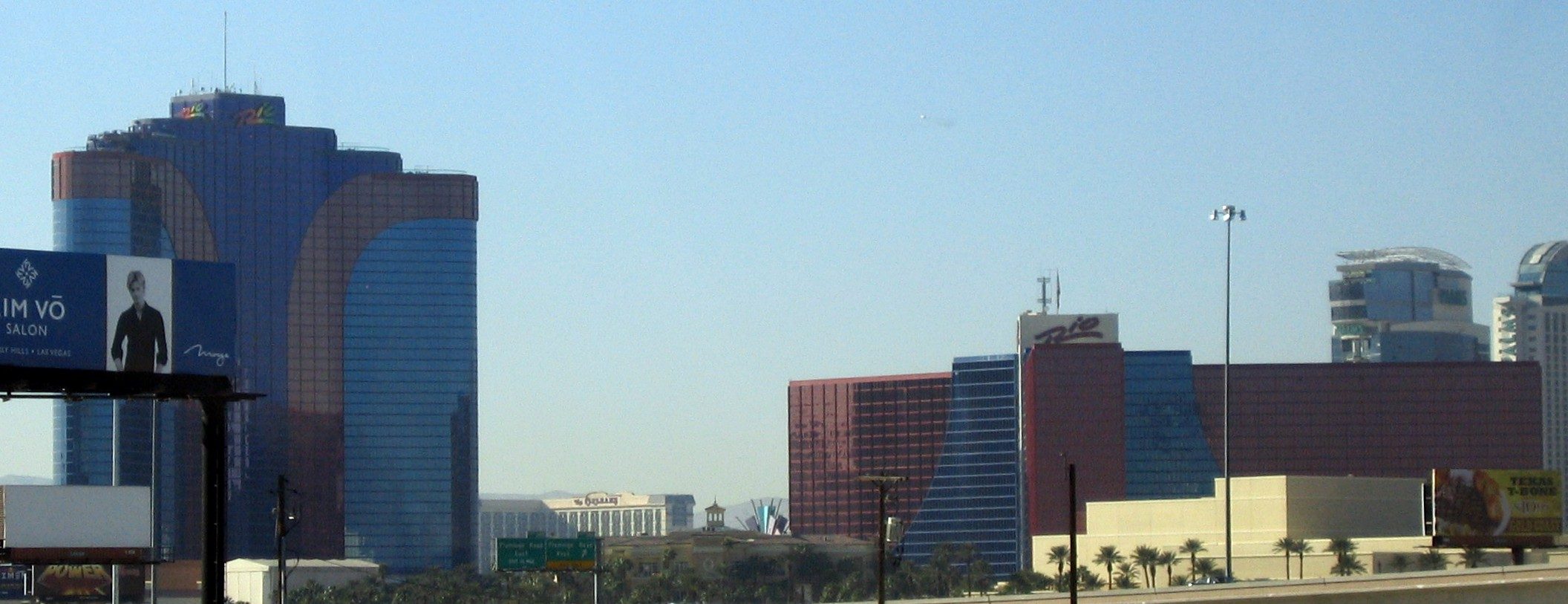
Rio All Suite Hotel and Casino in Las Vegas